# Limbachsgraben (Tauber)
Der Limbachsgraben ist ein Bach im unterfränkischen Landkreis Würzburg in Bayern und dann im baden-württembergischen Main-Tauber-Kreis, der wenig abwärts von Werbach von rechts und Nordosten in die Tauber mündet. Er entsteht noch im Landkreis Würzburg aus dem Zusammenfluss seiner beiden Oberläufe Rothgraben und Rauhklinggraben.

## Geographie

### Verlauf
Der etwa 3,5 km lange Bach entspringt keiner Quelle, sondern entsteht aus dem Zusammenfluss von zwei Quellgräben am südlichen Ortsrand von Böttigheim, einem Gemeindeteil des Marktes Neubrunn. Der rechte und nordwestliche Quellbach ist der Rauhklinggraben, der linke und nordöstliche der Rothgraben, mit dem zusammen er 5,3 km lang ist. Jeder der Oberläufe wird von manchen Karten zum Limbachsgraben geschlagen.
Vom Zusammenfluss an fließt der Limbachsgraben in südlicher und südwestlicher Richtung und durchquert dabei das aus sechs Teilflächen bestehende und insgesamt rund 151 ha große Naturschutzgebiet Trockenhänge bei Böttigheim. Er verlässt bayerisches Gebiet und erreicht den Main-Tauber-Kreis in Baden-Württemberg. Dort unterquert er die Landesstraße L 506 und mündet wenig nordwestlich des Hauptortes der Gemeinde Werbach rechtsseitig in die Tauber.

### Einzugsgebiet
Das Einzugsgebiet umfasst 9,1 km² und liegt, naturräumlich gesehen, im Taubergrund, größtenteils im Unterraum Werbach-Böttigheimer Tal, mündungsnah auch im Unterraum Mittleres Taubertal. Die größte Höhe wird mit 385 m auf dem Rainberg an der nördlichen Wasserscheide erreicht.
Ringsum grenzen die Einzugsgebiet der folgenden Nachbargewässer an:
- Im Norden liegt das Einzugsgebiet des Mühlbachs, der über den Kembach bei Urphar noch vor der Tauber in den Main entwässert;
- im Osten und Südosten erreicht der Abfluss jenseits der Wasserscheide den Welzbach, den letzten Zufluss der Tauber vor dem Limbachsgraben;
- an der Westseite konkurrieren der kurze Klingengraben und weiter im Norden der Lauersgraben ebenfalls und nun abwärts des Limbachsgrabens zur Tauber.

Der größte Teil des Einzugsgebietes liegt in Markt Neubrunn im bayerischen Landkreis Würzburg, der kleinere mündungsnahe in der Gemeinde Werbach im baden-württembergischen Main-Tauber-Kreis. Die einzigen Siedlungsplätze darin sind Böttigheim, das von den Oberläufen durchflossen bzw. berührt wird und fast bis an deren Zusammenfluss reicht, sowie nach der Landesgrenze der kleine Werbacher Wohnplatz Steinig. Böttigheim liegt in einem überwiegend ackerbaulich genutzten Talkessel, der an den Seiten von bewaldeten Hängen und Höhen umstanden ist, im baden-württembergischen Untertal dominiert der Ackerbau noch stärker.

### Zuflüsse
- Rauhklinggraben, rechter und nordwestlicher Oberlauf, ca. 2,4 km und ca. 2,8 km². Entsteht auf etwa 320 m ü. NHN nordwestlich von Böttigheim an der WÜ 11 in Richtung Urphar.
- Rothgraben, teils auch Rotgraben, linker und nordöstlicher Oberlauf, ca. 1,9 km und ca. 2,8 km². Entsteht auf etwa 291 m ü. NHN nordöstlich von Böttigheim am Waldrand.